# ملجاء الملاخة (أسلم)

تعديل مصدري - تعديل

ملجاء الملاخة هي إحدى قرى عزلة أسلم الشام بمديرية أسلم التابعة لمحافظة حجة، بلغ تعداد سكانها 391 نسمة حسب تعداد اليمن لعام 2004.